# Svenska mästerskapet i bandy 1918
Svenska mästerskapet i bandy 1918 slutade med derby inom Uppsala. IFK Uppsala och IK Sirius spelade 2-2 i finalmatchen på Stockholms stadion. Vid omspel om titeln mellan de två lagen på Studenternas IP i Uppsala vann IFK Uppsala med 4-1 den 3 mars 1918.

## Matcher

### Kvartsfinaler
- IFK Uppsala-Mariebergs IK 5-1
- Västerås SK-Göteborgs BK; Göteborgs BK lämnade walk over då de inte hade pengar till tågbiljetterna.
- IF Linnéa-Södertälje SK 2-1
- Djurgårdens IF-IK Sirius 1-2

### Semifinaler
- IFK Uppsala-Västerås SK 6-2
- IK Sirius-IF Linnéa 8-1

### Final
- 24 februari 1918 - IFK Uppsala-IK Sirius 2-2 (Stockholms stadion)

#### Omspel av final
- 3 mars 1918 - IFK Uppsala-IK Sirius 4-1 (Studenternas IP, Uppsala)

IFK Uppsala svenska mästare i bandy 1918.

## Svenska mästarna
Mall:IFK Uppsala Bandy 1918

### Fotnoter
1. ↑  Erik Jonsson. ”1910–1919”. Svenska Bandyförbundet. https://www.svenskbandy.se/BANDYFINALEN/HISTORIK/Svenskamastare/Herrar/1907-1919/. Läst 1 september 2011.